# 佛地魔：傳人的起源
《佛地魔：傳人的起源》（英語：Voldemort: Origins of the Heir）是一部英語發音的意大利黑暗奇幻冒險電影，由詹瑪麗亞·佩札托（Gianmaria Pezzato）執導，史提方諾·普雷斯提亞（Stefano Prestia）擔任製片人。該片為一部由佩札托及普雷斯提亞透過群眾募資籌措製作經費而成的電影，同時也是粉絲製作的非官方《哈利波特》系列電影的前傳，Tryangle Films擔任製片商。該片於2018年1月13日上傳至YouTube，供人免費觀看。

## 劇情
電影描述湯姆·瑞斗的崛起之路。官方網站上寫道：「我們想知道：什麼讓湯姆·瑞斗成為佛地魔？那些年發生了什麼事？書中有一些電影根本沒改編到的線索。我們要陳述的故事是：黑魔王在哈利·波特和他第一次敗亡前的崛起。」

## 角色
- 史提方諾·羅西（Stefano Rossi）飾演湯姆·瑞斗[5]，後裔四人組的一員。

- 瑪達琳娜·沃卡里（Maddalena Orcali）飾演葛里莎·麥克雷根（Grisha McLaggen）[5]，原創角色[6]，葛來分多的後代[7][8]，曾喜歡少年時代的湯姆，在四人組當中擔任協調的角色，最後死在湯姆·瑞斗手中。

- 安德烈·迪尼西（Andrea Deanisi）飾演維格拉夫·西古德森（Wiglaf Sigurdsson）[5]，原創角色，雷文克勞的遠親後代，後裔四人組中的隊長，唯一可在少年時代與湯姆交手的人，最後死在湯姆·瑞斗手中。

- 安德烈·邦方提（Andrea Bonfanti）飾演拉撒路·史密（Lazarus Smith）[5]，原創角色，赫夫帕夫的旁系後代，後裔四小組的一員，討厭湯姆，死在與湯姆·瑞斗的決鬥中。

- 蓋索米娜·巴賽提（Gelsomina Bassetti）飾演花奇葩‧史密（Hepzibah Smith）[5]，赫夫帕夫的直系後代，拉撒路·史密的姑姑，喜歡湯姆，最後死在湯姆·瑞斗手中。

- 奧羅拉·莫羅尼（Aurora Moroni）飾演小葛里莎·麥克雷根（Grisha McLaggen Jr.，學生時期）[5]，原創角色。

- 安德烈·巴格里歐（Andrea Baglio）飾演小維格拉夫·西古德森（Wiglaf Sigurdsson Jr.，學生時期）[5]，原創角色。

- 阿列西奧·達拉·寇斯塔（Alessio Dalla Costa）飾演馬卡羅夫（Makarov）[5]，原創角色。

## 製作

預告片中由史丹凡諾·羅西飾演的湯姆·瑞斗

劇組成員在閱讀《混血王子的背叛》後得到了靈感，並計劃於2016年初開始製作。該片由詹瑪麗亞·佩札托與史提方諾·普雷斯提亞製作，兩人透過募資活動籌措製片經費。2016年7月，持有《哈利波特》系列電影版權的華納兄弟以侵犯版權為由提起訴訟，募資活動被迫中止。後來雙方達成和解，其前提是《佛地魔：傳人的起源》不得成為一部有營利性質的電影。
《佛地魔：傳人的起源》由史提方諾·普雷斯提亞譜寫配樂，米歇爾·普里（Michele Purin）負責掌鏡。《佛地魔：傳人的起源》的製片商為Tryangle Films。

## 發布
《佛地魔：傳人的起源》的首支預告片於2017年6月在YouTube上釋出，而最終預告則於12月發布。完整版電影於2018年1月13日在YouTube上發布，截止至2021年11月25日已有超過1794萬次觀看。

## 外部連結
- 官方网站
- Voldemort: Origins of the Heir - An unofficial fanfilm (Youtube) （页面存档备份，存于）
- 互联网电影数据库（IMDb）上《Voldemort: Origins of the Heir》的资料（英文）